# Перекіпська сільська рада
Перекі́пська сільська́ ра́да — адміністративно-територіальна одиниця та орган місцевого самоврядування в Валківському районі Харківської області. Адміністративний центр — село Перекіп.

## Загальні відомості
- Перекіпська сільська рада утворена в 1921 році.
- Територія ради: 39,93 км²
- Населення ради: 629 осіб (станом на 2001 рік)

## Населені пункти
Сільській раді підпорядковані населені пункти:
- с. Перекіп

## Склад ради
Рада складається з 12 депутатів та голови.
- Голова ради: Конєв Сергій Петрович
- Секретар ради: Педан Катерина Іванівна

### Керівний склад попередніх скликань
| Прізвище, ім'я, по батькові | Основні відомості                                                         | Дата обрання | Дата звільнення |
| --------------------------- | ------------------------------------------------------------------------- | ------------ | --------------- |
| Конєв Сергій Петрович       | Сільський голова, 1960 року народження, освіта вища                       | 26.03.2006   | 31.10.2010      |
| Конєв Сергій Петрович       | Сільський голова, 1960 року народження, освіта вища, член Партії регіонів | 31.10.2010   |                 |

Примітка: таблиця складена за даними сайту Верховної Ради України

### Депутати
За результатами місцевих виборів 2010 року депутатами ради стали:

#### За суб'єктами висування
| Суб'єкт висування                 | Кількість обраних депутатів | %    |
| --------------------------------- | --------------------------- | ---- |
| Партія регіонів                   | 8                           | 66,7 |
| Політична партія «Сильна Україна» | 2                           | 16,7 |
| Комуністична партія України       | 1                           | 8,3  |
| Самовисування                     | 1                           | 8,3  |

#### За округами
| № округу                          | Прізвище, ім'я, по батькові      | Дата визнання обраним | Освіта             | Партійна приналежність                  | Відомості про обраного депутата                                        |
| --------------------------------- | -------------------------------- | --------------------- | ------------------ | --------------------------------------- | ---------------------------------------------------------------------- |
| Комуністична партія України       |                                  |                       |                    |                                         |                                                                        |
| 11                                | Колодяжна Наталія Іванівна       | 05.11.2010            | середня            | член Комуністичної партії України       | Домогосподарка                                                         |
| Партія регіонів                   |                                  |                       |                    |                                         |                                                                        |
| 3                                 | Педан Катерина Іванівна          | 05.11.2010            | середня спеціальна | позапартійна                            | Перекіпська сільська рада, головний бухгалтер                          |
| 4                                 | Світлична Наталія Миколаївна     | 05.11.2010            | середня            | позапартійна                            | Перекіпська загальноосвітня школа І-ІІ ст., техпрацівник               |
| 5                                 | Причина Андрій Володимирович     | 05.11.2010            | середня            | позапартійний                           | тимчасово не працює                                                    |
| 7                                 | Желтопуп Людмила Миколаївна      | 05.11.2010            | незакінчена вища   | позапартійна                            | Перекіпська загальноосвітня школа І-ІІ ст., вчитель початкових класів  |
| 8                                 | Халін Олександр Володимирович    | 05.11.2010            | вища               | позапартійний                           | П П " Халін О. В. ", дирек тор                                         |
| 9                                 | Гребіник Володимир Васильович    | 05.11.2010            | середня            | позапартійний                           | пенсіонер                                                              |
| 10                                | Андреєв Ігор Миколайович         | 05.11.2010            | середня            | позапартійний                           | тимчасово не працює                                                    |
| 12                                | Зінченко Наталія Григорівна      | 05.11.2010            | середня            | член Партії регіонів                    | Перекіпське відділення зв"язку, листо ноша                             |
| Політична партія «Сильна Україна» |                                  |                       |                    |                                         |                                                                        |
| 2                                 | Татьянченко Сергій Володимирович | 05.11.2010            | середня            | член Політичної партії «Сильна Україна» | ПСП «Перекіп», водій                                                   |
| 6                                 | Андреєва Олександра Анатоліївна  | 05.11.2010            | вища               | член Політичної партії «Сильна Україна» | Валківський територіальний центр соціального обслуговування, економіст |
| Самовисування                     |                                  |                       |                    |                                         |                                                                        |
| 1                                 | Неварикаша Сергій Вікторович     | 10.01.2011            | середня            | член Партії регіонів                    | ФОП «Лабенський С. М.», майстер                                        |